# Escudo de la región del Maule
El escudo de la Región del Maule es el emblema oficial de la región y de su gobierno. Ha sufrido varios cambios a lo largo de su historia. El actual fue adoptado el 30 de julio de 2002.

## Emblema actual
El emblema regional consta de un escudo español acinturado cuartelado:
- Primer cuartel: En campo de plata, un nothofagus alessandrii (árbol representativo de la zona) en su color.
- Segundo cuartel: En campo de oro un libro en su color, sobre el que hay una pluma de plata (en honor de varios escritores regionales como Max Jara, Pablo Neruda, Pablo de Rokha,  etc.).
- Tercer cuartel: En campo de gules cuatro líneas de plata fajadas quebradas en chevrón (representan las montañas de la Cordillera de los Andes).
- Cuarto cuartel: Un campo de sinople sobre ondas marinas en azur y plata.

Adornando el escudo una divisa de oro suscrita con el lema: "MAULE".

### Emblema 1976-2002
Antes de 2002 el escudo regional lucía una corona de siete puntas. Además, en vez de un roble el cuartel blanco llevaba dos pinos, el cuartel rojo llevaba dos cañones de oro entrecruzados y el cuartel inferior derecho era verde con una franja de olas azul oscuro y blancas que no llegaba al fondo.

### Emblema previo
Un primer emblema fue creado en 1974, poco después de la creación de la región. Consistía simplemente en una faja de tres colores azul, blanco y rojo, junto a una estrella de siete puntas (por "séptima" región) en un fondo verde. Abajo de esto, en un rectángulo blanco, figuraban las palabras "Región del Maule, séptima región" en letras negras. Una reproducción de este emblema podía verse hasta el 2010 en un muro de un edificio aledaño a la Municipalidad de Talca.

## Escudos históricos de la región

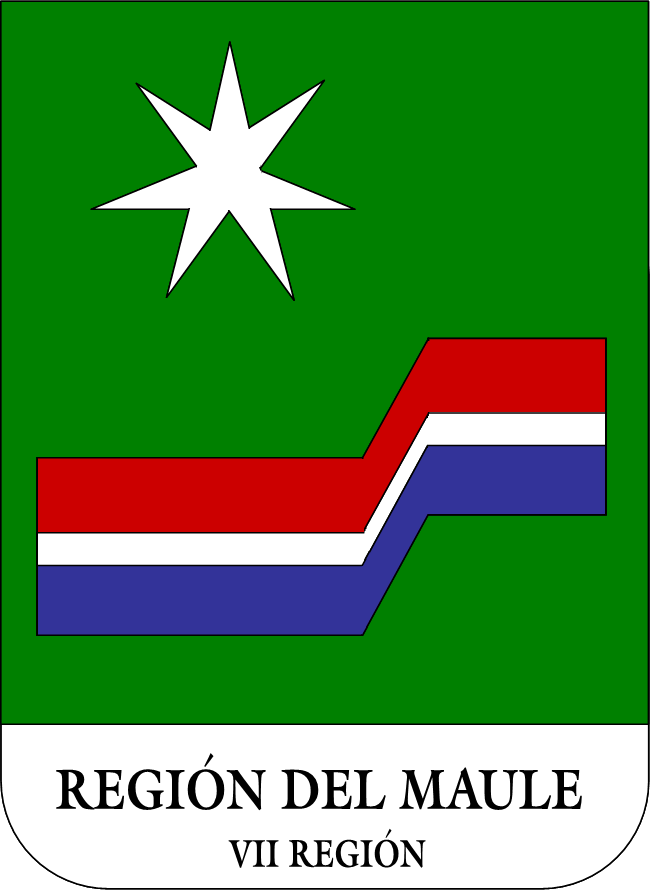
Emblema previo, creado en 1974.
Escudo usado entre 1974 y 2002.

## Escudos provinciales

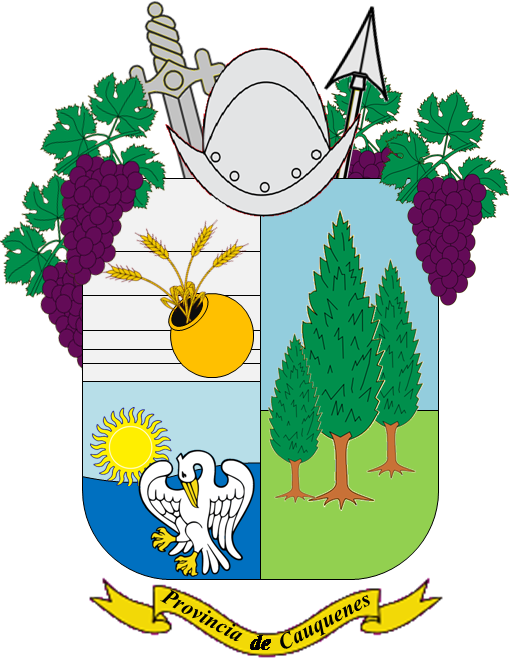
Provincia de Cauquenes
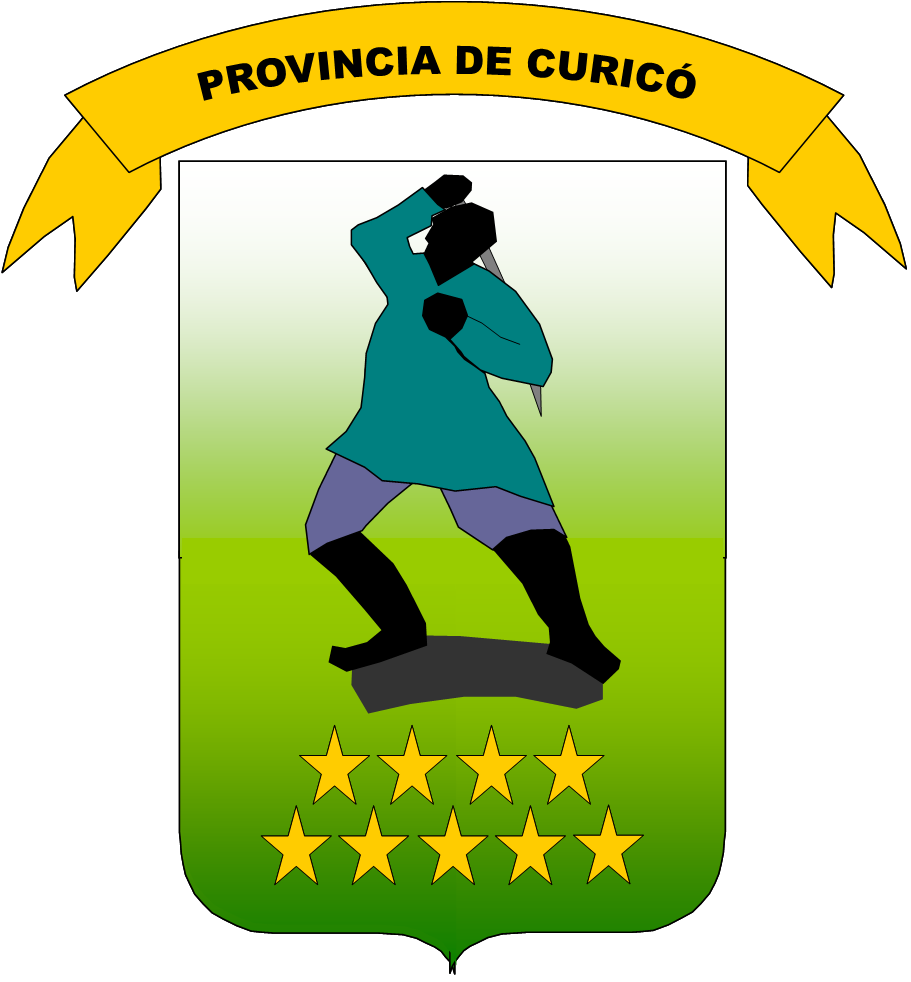
Provincia de Curicó
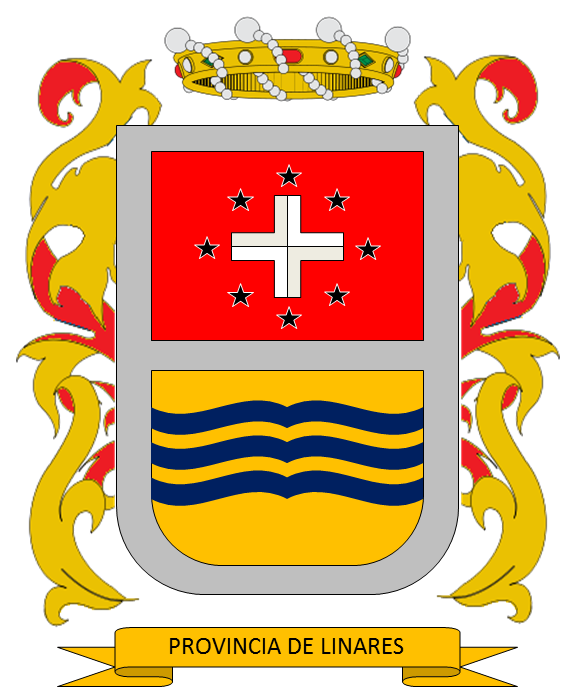
Provincia de Linares

## Escudos comunales

Talca
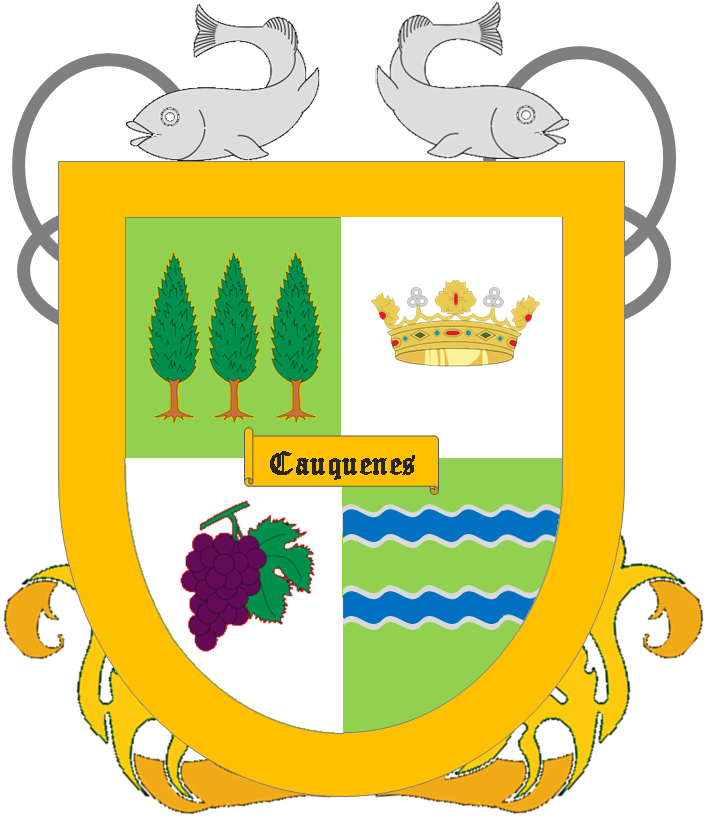
Cauquenes
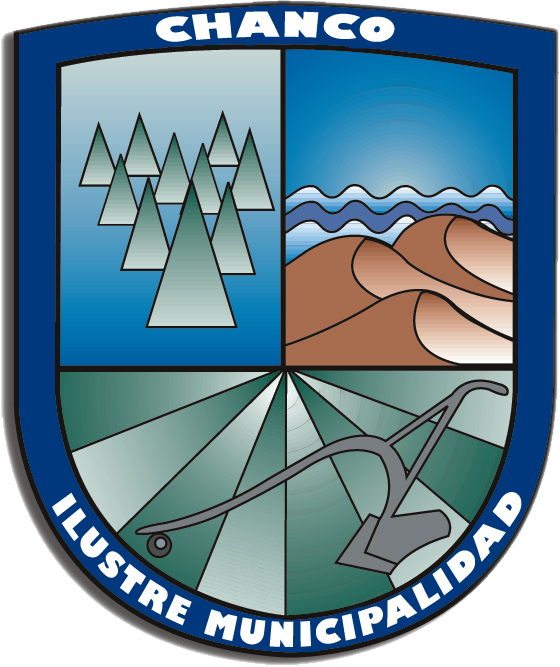
Chanco
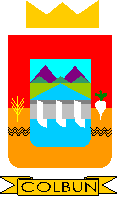
Colbún
Constitución
Curicó
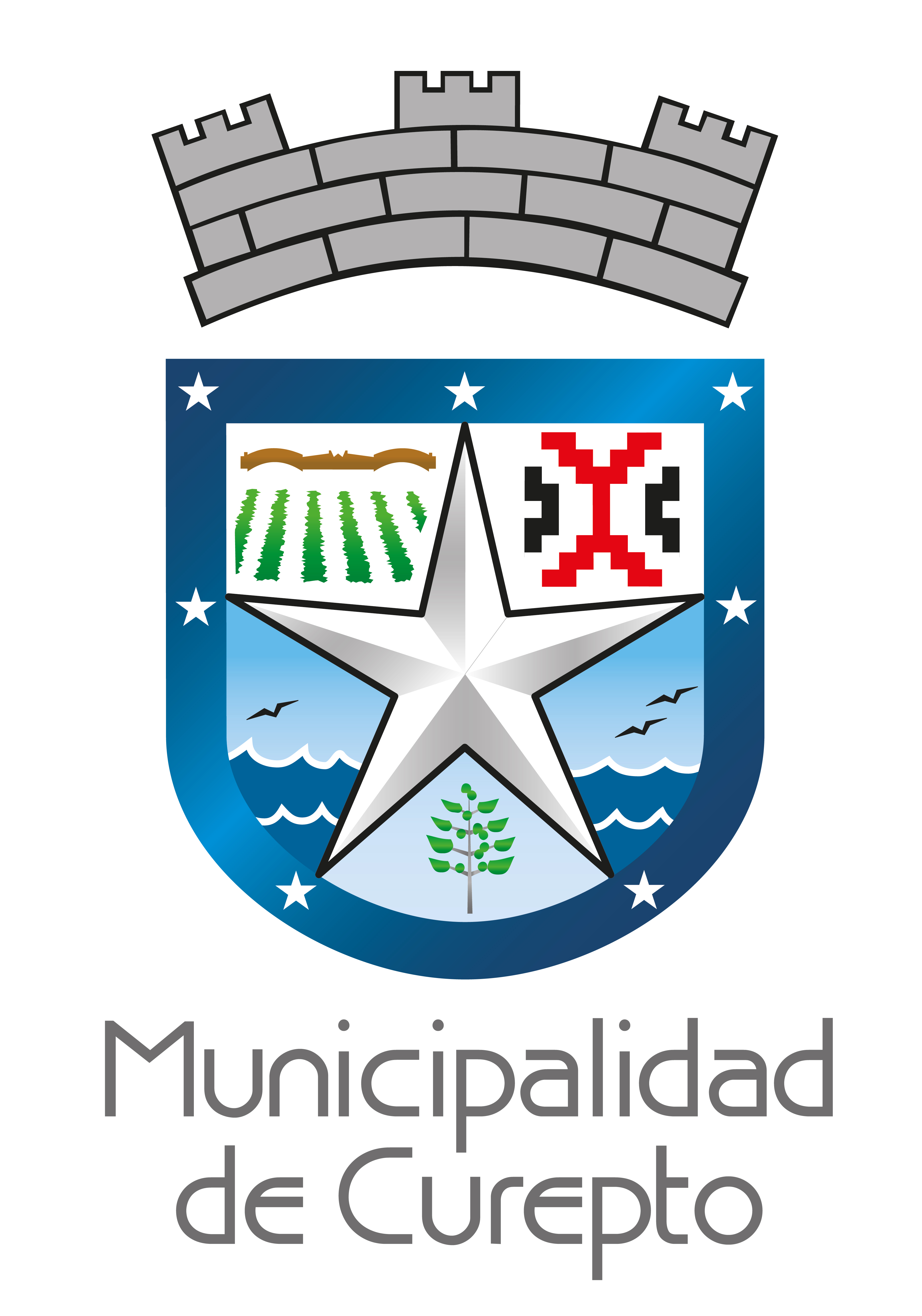
Curepto
Hualañé
Licantén
Linares
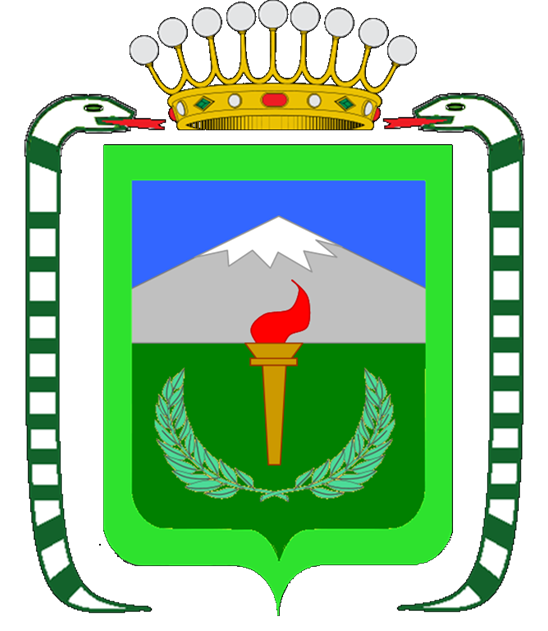
Longaví
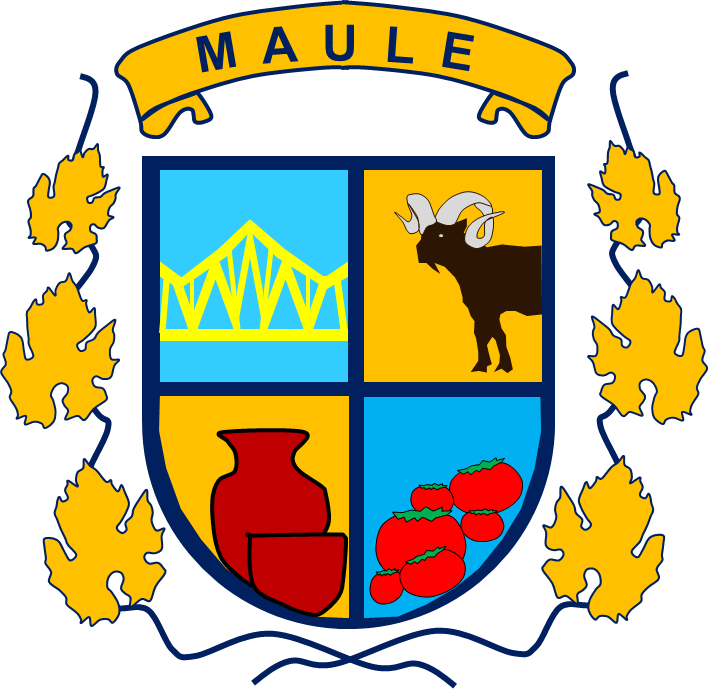
Maule
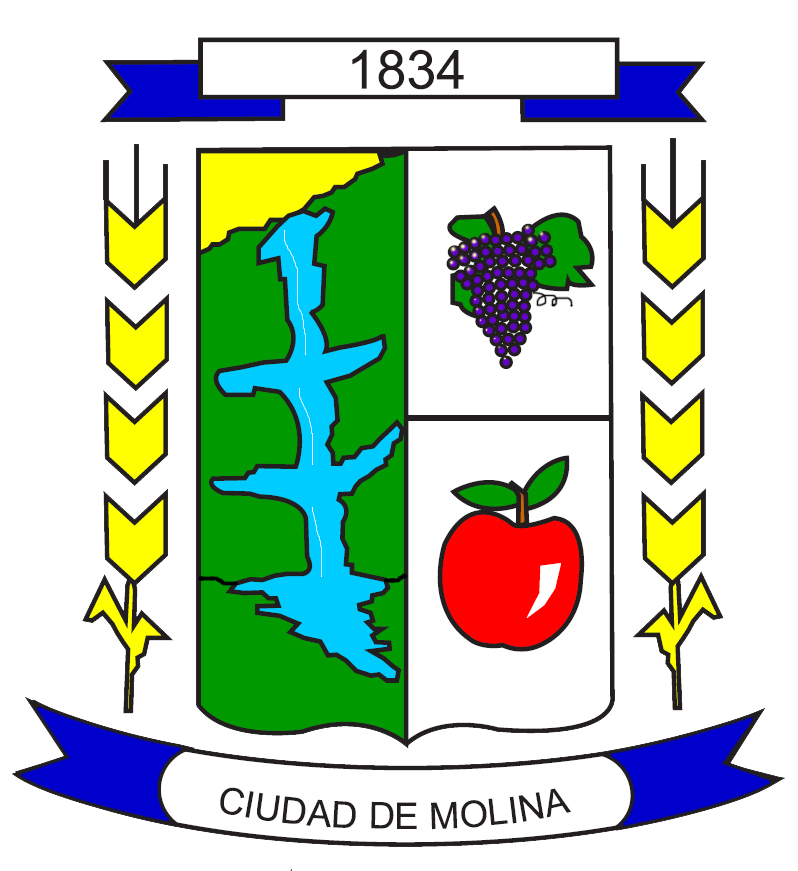
Molina
Parral
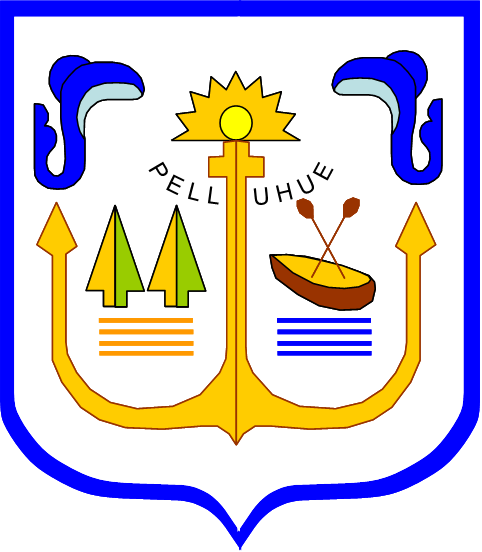
Pelluhue
Rauco
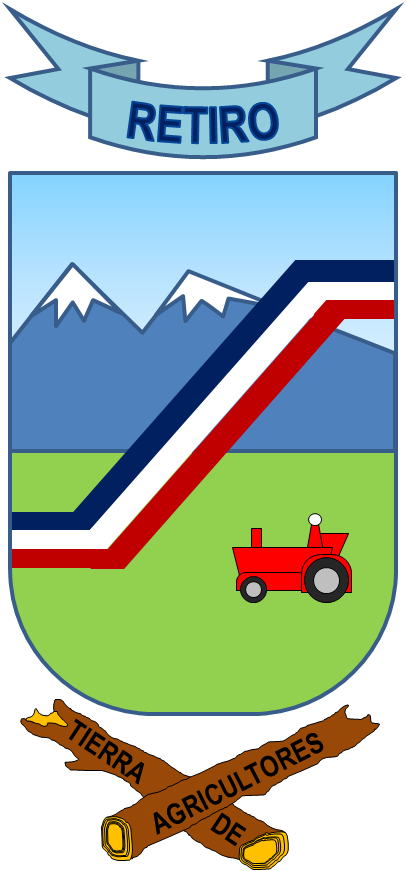
Retiro
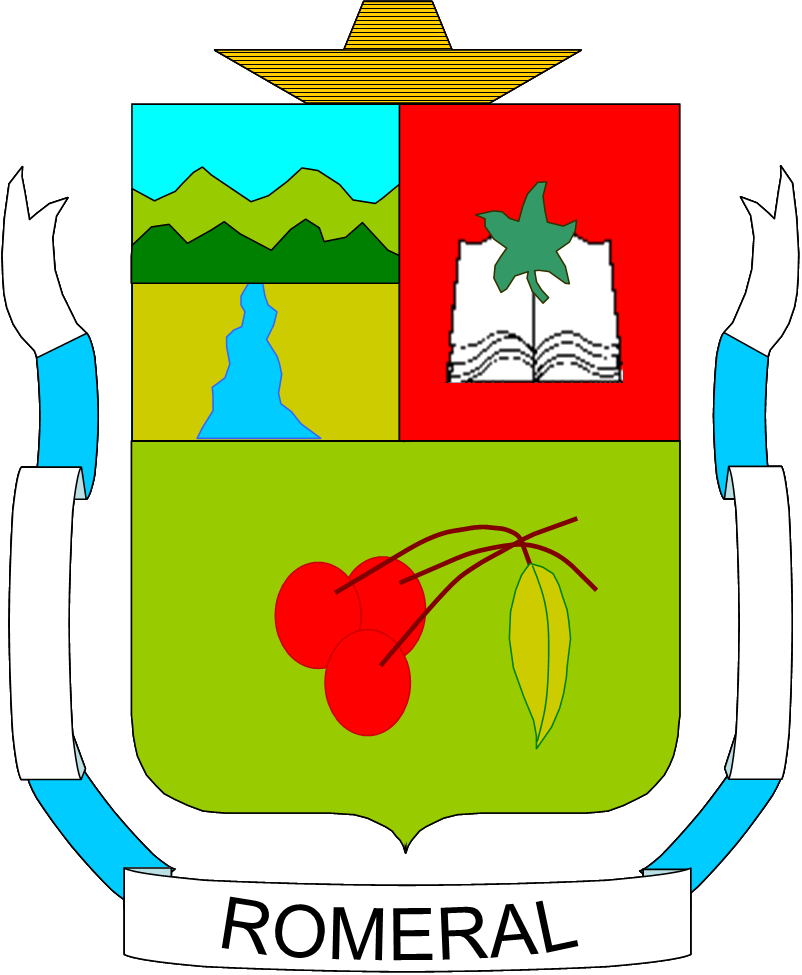
Romeral
Sagrada Familia
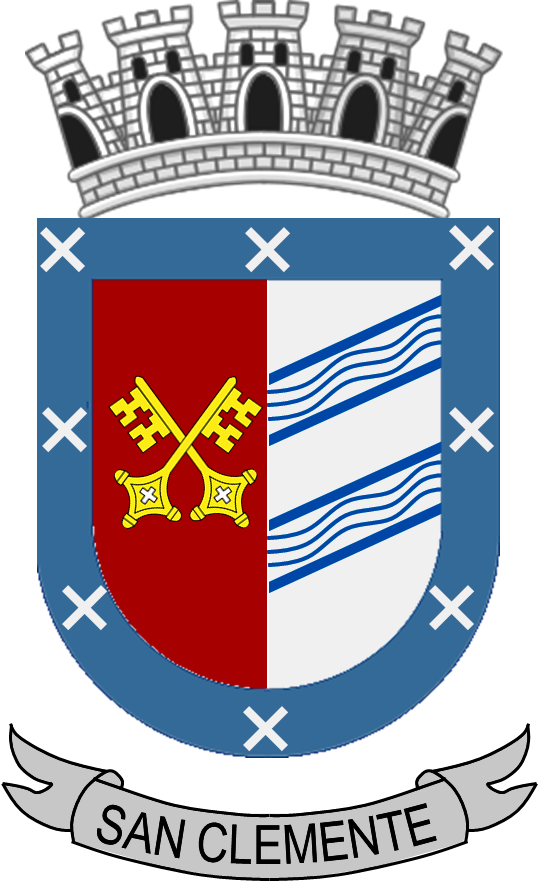
San Clemente
San Javier
San Rafael
Teno
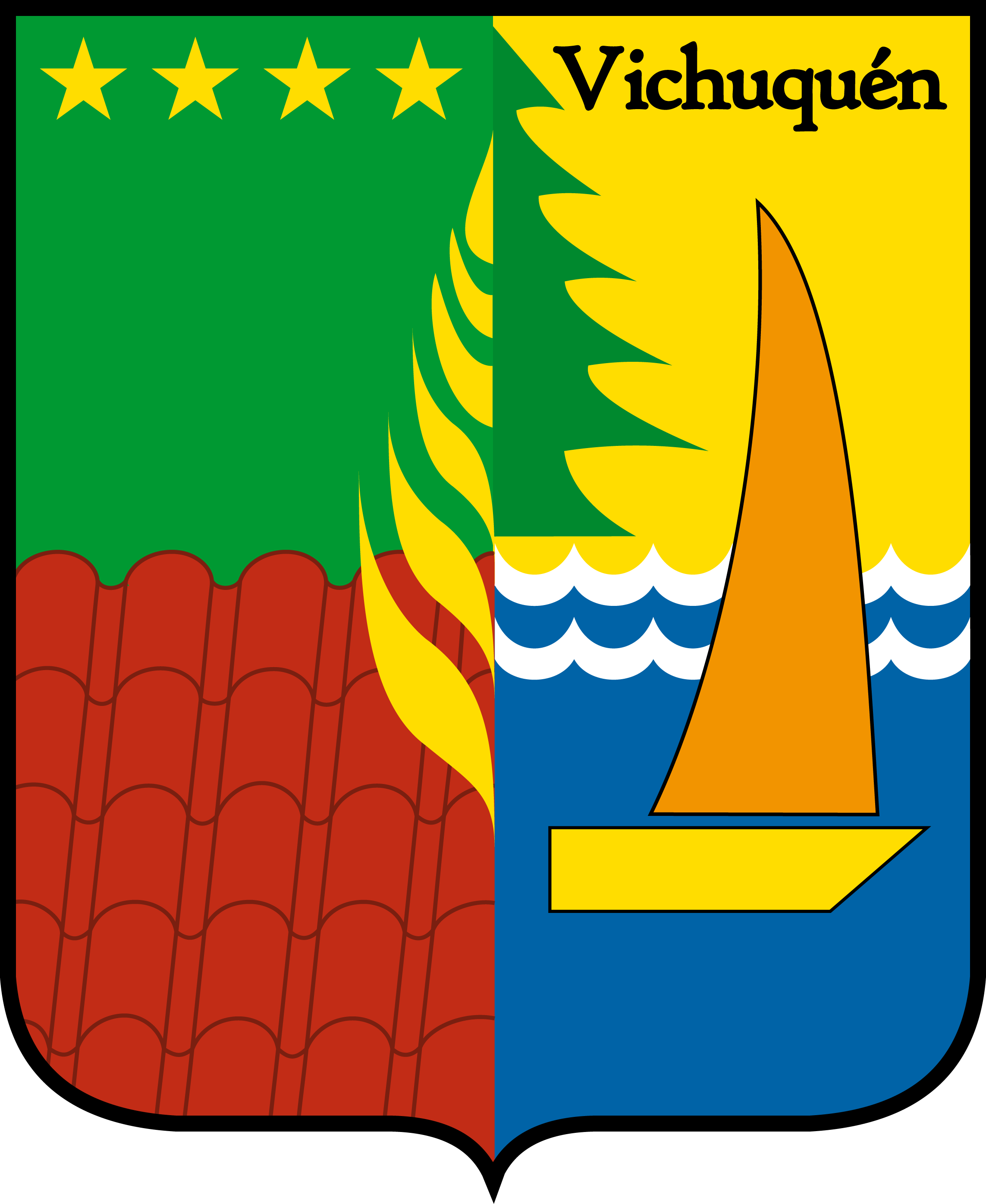
Vichuquén
Villa Alegre